# Distretto di Berea
Berea è uno dei 10 distretti che costituiscono il Lesotho.

## Circoscrizioni e Comunità
Il distretto consta di 10 circoscrizioni e 9 comunità:
- Circoscrizioni:
  - Bela-Bela
  - Berea
  - Khafung
  - Mahlatsa
  - Mosalemane
  - Nokong
  - Pulane
  - Seqonoka
  - TeyaTeyaneng
  - Thupa-Kubu
- Comunità:
  - Kanana
  - Koeneng
  - Makeoana
  - Maluba-lube
  - Mapoteng
  - Motanasela
  - Phuthiatsana
  - Senekane
  - Tebe-Tebe